# Banco Sofitasa
La SOciedad FInanciera del TÁchira S.A. (conocida como Banco Sofitasa) es una institución financiera venezolana especializada en banca universal. Su sede principal está ubicada en San Cristóbal, Estado Táchira. Pertenece al Estrato Pequeño según el ranking bancario de SUDEBAN. 
El banco cuenta con más de 100 agencias y puntos de servicios a lo largo y ancho de la geografía nacional venezolana. El mercado principal de Sofitasa se encuentra en los Andes y Barinas, sin embargo este banco también cuenta con una presencia y participación en el mercado financiero nacional. Para el estado Táchira es de gran importancia esta institución financiera, ya que es el único banco con sede principal en el estado Andino, después de la desaparición de Banfoandes, por lo que sirve de principal motor financiero para el desarrollo económico de la región. 
Fue inaugurado el 15 de enero de 1990 por iniciativa del empresario tachirense Juan Antonio Galeazzi Contreras†. Mientras que el 8 de octubre de 2001 la Superintendencia de Bancos y otras Instituciones Financieras (SUDEBAN) aprueba la fusión por absorción de Arrendadora Sofitasa y el Fondo de Activos Líquidos Sofitasa por parte del Banco Sofitasa, lo que lo transforma de banco comercial a banco universal. Para 2012, el banco cuenta con activos superiores a los 8.788 millones de bolívares fuertes, mientras su capital pagado es de 85 millones de bolívares y su patrimonio 900 millones de bolívares fuertes . Después del fallecimiento de su líder y fundador Dr. Juan Galeazzi, en el 2012, la empresa continuó el legado de una positiva trayectoria bajo el liderazgo del Dr. Ángel Gonzalo Medina, quien veló por posicionar al banco entre los mejores del país de acuerdo a su rendimiento y crecimiento. En septiembre de 2024 la junta directiva del banco fue cambiada nombrando al Dr.  José María Nogueroles como Presidente, que también es Presidente fundador del Banco Nacional de Crédito (BNC) que al mismo lo preside su hijo Jorge Luis Nogueroles García, es el presidente de PIVCA Promotora de Inversiones y Valores, fue vicepresidente de BBVA Provincial.                 José María Nogueroles destaca un legado de excelencia en la banca.  Su carrera, marcada por logros significativos y un estilo de liderazgo efectivo, es una fuente de inspiración para las nuevas generaciones. Su contribución ha sido un pilar en la evolución del sector bancario venezolano.